# 蕭廩 (唐朝)
萧廪（9世纪—900年），字富侯，唐朝官员，出自兰陵萧氏，徐国公萧华的曾孙，大理司直萧悟之孙，蕭倣的儿子。
萧廪咸通三年（862年）中进士第，居官尚书郎。乾符年间，蕭倣出镇南海岭南节度使，萧廪辞官侍行。南海多谷纸，蕭倣让子弟缮写缺落文书。蕭廪劝道：“家书缺落的，是应该补葺。但是广州距京师将近万里，书成不可外露，一定得用箱子装起来，别人会以为是财货，这不是增加贪墨的嫌疑嘛。”蕭倣说：“我没有考虑到这一层。”于是就中止了。
广明初年，以谏议大夫知制诰，请禁止夜行来防备贼谍，出太仓粟米出卖来救济贫民。中和年间，征为中书舍人，转任京兆尹。田令孜养子有罪逃亡，殴打捕吏，下狱，很多人请赦免他，萧廪不纳，将他杖杀。田令孜让萧廪为粮料使抵御黄巢，萧廪以病推辞，被贬为贺州司户参军事。唐僖宗再次出逃山南道，萧廪以病不能跟随。襄王李熅篡位，萧廪带着家族逃到河北，镇冀节度使王镕厚待他，在深州居住。光化年间，朝廷任命他为给事中，召他入朝，他没有就任，光化三年（900年），去世。
其子兰陵伯萧顷、度支巡官萧颎。《新唐书·宰相世系表》误载南汉官员萧益亦为萧廪之子。据萧益曾孙萧揔的墓志，萧益之父为萧仿的另一个儿子萧征。